# بيتر كليمنتس
بيتر كليمنتس (23 يناير 1953 بأديلايد في أستراليا - ) (بالإنجليزية: Peter Clements)‏ هو لاعب كريكت أسترالي.

## وصلات خارجية
- بيتر كليمنتس على موقع إي آس بي آن كريك إنفو (الإنجليزية)